# Aeroportul Gerardo Tobar López
Aeroportul Gerardo Tobar López (IATA: BUN, ICAO: SKBU) este un aeroport din Valle del Cauca⁠(d), Columbia ce deservește zona Buenaventura⁠(d). Aeroportul a fost tranzitat în 2022 de 8.025 de pasageri.
Situat la o altitudine de 14 m, aeroportul dispune de o singură pistă.